# Lürßen (Unternehmerfamilie)

Friedrich Lürßen (1851–1916)

Lürßen ist der Name einer Bremer Unternehmerfamilie, die sich im Schiffbau einen Namen gemacht hat.
Friedrich Lürßen (1851–1916) ist der Gründer des heutigen Unternehmens Fr. Lürssen Werft GmbH & Co. KG. Unterstützt wurde er von Egbert Hagen, dem Stiefvater seiner späteren Frau. Otto Lürßen (1880–1932), der Sohn Friedrichs, entwickelte die Werft zu einem Hersteller von Rennbooten und Schnellbooten. Nach dem Tode Otto Lürssens führte zunächst dessen Frau Frieda die Werft bis 1962. In dritter Generation leiteten Gert (1914–1991) und Fritz-Otto Lürßen (1918–1981) das Unternehmen. Das Unternehmen wird in vierter Generation ab 1983 von Friedrich Lürßen und seinem Vetter Peter Lürßen geführt. Die aktuellen Gesellschaftsverhältnisse können dem Impressum der Lürßen-Werft-Website entnommen werden.
Die Familie ist die zweitreichste Bremer Familie mit einem Vermögen von 0,7 Milliarden Euro. Unternehmen und Eigentümerfamilie engagieren sich auch in gemeinwohlorientierten Bereichen des öffentlichen Lebens Bremens, darunter in den Feldern der Kultur und Wissenschaft.
1971 gründete Fritz-Otto Lürßen in Beverstedt-Osterndorf eine Baumschule. Der Betrieb gehört mit 180 ha Fläche zu den größten und leistungsfähigsten Forstbaumschulen in Deutschland. Sie wurde von seinem Sohn Christian Lürßen übernommen. Die aktuellen Gesellschaftsverhältnisse können dem Impressum der Baumschul-Website entnommen werden.
Die in Vegesack beheimatete Schiffsdynastie hält sich gegenüber der Öffentlichkeit sehr bedeckt und schirmt ihr Privatleben rigoros ab. Auch Fotos der Familienangehörigen sind selten zu finden. Das letzte größere Familienereignis, das in der norddeutschen Presse ausführlich behandelt wurde, war die Hochzeit von Friederike Lürßen und ihrem langjährigen Freund Maximilian Graf von Wedel, dem Schlossherrn von Schloss Gödens in Ost-Friesland, im Sommer 2018.